# User II (soubor programů)
User II je soubor dvou komprimačních programů pro počítače Sinclair ZX Spectrum a kompatibilní (například Didaktik). Oba programy jsou českého původu. Vydavatelem souboru programů byla společnost Proxima – Software v. o. s., soubor byl vydán v roce 1993.

## Obsah

### Pressor VI
Pressor VI je komprimační program, který umí komprimovat obrázky nebo jejich výřezy a také umí tyto obrázky editovat. Dále umí vytvářet loadery pro programy. Komprimace obrázku probíhá čtyřmi způsoby, uživatel si podle výsledků komprimace může vybrat, kterou nakonec použije. Autorem Pressoru VI je Tomáš Vilím, který jej napsal pod přezdívkou Universum.

### Mr. Pack II
Mr. Pack II umožňuje komprimovat libovolnou část paměti a program v Basicu. Umí také spojit program v Basicu a část paměti do jednoho bloku. Program běží v obrazové části paměti ZX Spectra. Autorem programu je Mixoft.